# Peter Selzer
Pour les articles homonymes, voir Selzer.
Wolfgang Peter Selzer, né le 25 juin 1946 à Torgau, est un athlète est-allemand. Dans les années 1960 et 70, il faisait partie des meilleurs marcheurs. Sur 50 km, il a été médaillé trois fois consécutivement aux championnats d'Europe.

## Palmarès

### Jeux olympiques d'été
- Jeux olympiques d'été de 1968 à Mexico ( Mexique)
  - 4e sur 50 km marche
- Jeux olympiques d'été de 1972 à Munich ( Allemagne de l'Ouest)
  - 5e sur 50 km marche

### Championnats d'Europe d'athlétisme
- Championnats d'Europe d'athlétisme de 1966 à Budapest ( Hongrie)
  - 11e sur 50 km marche
- Championnats d'Europe d'athlétisme de 1969 à Athènes ( Royaume de Grèce)
  -  Médaille d'argent sur 50 km marche
- Championnats d'Europe d'athlétisme de 1971 à Helsinki ( Finlande)
  -  Médaille de bronze sur 50 km marche
- Championnats d'Europe d'athlétisme de 1974 à Rome ( Italie)
  -  Médaille de bronze sur 50 km marche